# Ministério Federal de Assuntos Econômicos e Energia
| Ministério Federal de Assuntos Econômicos e Energia |                                                   |
| www.bmwi.de                                         |                                                   |
| Criação                                             | 23 de outubro de 1917 como "Reichswirtschaftsamt" |
| Atual ministro                                      | Robert Habeck                                     |
| Orçamento                                           | €10.434 bilhões (2021)                            |

O Ministério Federal de Assuntos Econômicos e Energia (em alemão: Bundesministerium für Wirtschaft und Energie), abreviado como BMWi, é um ministério da Alemanha.